# Dassault Mirage IIIV
Дассо «Мираж» IIIV (англ. Dassault Mirage IIIV, V — рус. В, «вертикальный») — французский экспериментальный реактивный истребитель-бомбардировщик вертикального взлёта и посадки. 
Разработан французской фирмы Дассо Авиасьон. 
Один из первых СВВП, преодолевших скорость звука.
Построено два образца.

## История
Первый полёт -  12 февраля 1965 года.
Экспериментальный образец Mirage III V 02 с турбодвигателем Snecma TF 306 совершил первый полёт 22 июня 1966 года, пилот — Жан-Мари Саже. 12 сентября того же года Саже установил мировой рекорд за штурвалом «Миража», разогнав его до скорости, эквивалентной числу Маха = 2,03. Этот самолёт стал первым и единственным в мире самолётом вертикального взлёта и посадки, превысившим число Маха 2. 28 ноября того же года он разбился в ходе очередных испытаний.

## Лётно-технические характеристики
Приведены расчётные данные для серийной машины.
Источник

### Технические характеристики
- Экипаж: 1 человек
- Длина: 18 м
- Размах крыла: 8,72 м
- Максимальная взлетная масса: 11 000 кг
- Двигатели:
  - Маршевый двигатель Snecma TF-106
    - тип двигателя: турбореактивный двухконтурный с форсажной камерой
    - количество: 1
    - Максимальная тяга: 1 × 7 600 кгс

  - Подъёмный двигатель Rolls-Royce RB.162
    - тип двигателя: турбореактивный одноконтурный
    - количество: 8
    - Максимальная тяга: 8 × 1 600 кгс
- Тяговооружённость при вертикальном взлёте: 1,16

### Лётные характеристики
- Максимальная скорость:
  - на расчётной высоте: 2,3 М
  - у земли: 0,92 М
- Боевой радиус:
  - на малой высоте: 460 км
  - на большой высоте: 740 км

### Вооружение
- Боевая нагрузка: 900 кг